# 西広忠雄
西広 忠雄（にしひろ ただお、1900年（明治33年）3月28日 - 1958年（昭和33年）9月23日）は、日本の内務・警察官僚。官選宮崎県知事。旧姓・中村。

## 経歴
広島県出身。中村百太郎の二男として生まれ、西広興一郎の養子となる。第三高等学校を卒業。1924年11月、高等試験行政科試験に合格。1925年、京都帝国大学法学部法律学科を卒業。内務省に入省し山形県属となる。
以後、山形県事務官、兵庫県事務官、内務事務官、岐阜県書記官・警察部長、長野県書記官・警察部長、静岡県書記官・警察部長、内務省書記官・計画局防空課長、同防空局企画課長、警視庁部長・警務部長、東京府内政部長などを歴任。
1943年7月1日、宮崎県知事に就任。戦時下の対応に尽力。1944年8月1日、朝鮮総督府警務局長に転じ、終戦を迎えた。その後、公職追放となった。

## 親族
- 二男 西広整輝（防衛官僚）[1]